# Norrländska mästerskapet i fotboll 1938
Norrländska mästerskapet i fotboll 1938 vanns av Bodens BK.

## Matcher

### Semifinal
- 12 juni 1938: Bodens BK-Domsjö IF 1-0

### Final
- 3 juli 1938: Kramfors IF-Bodens BK 4-5